# سيمين رافن
سيمين رافن (بالنرويجية البوكمول: Simen Rafn)‏ هو لاعب كرة قدم نرويجي في مركز الوسط، ولد في 16 فبراير 1992 في فريدريكستاد في النرويج. لعب مع غيفلي ونادي فريدريكستاد.

## وصلات خارجية
- سيمين رافن على موقع اتحاد النرويج (النرويجية)
- سيمين رافن على موقع اتحاد السويد (السويدية)
- سيمين رافن على موقع قاعدة بيانات كرة القدم.إي يو (الإنجليزية)
- سيمين رافن على موقع Soccerway.com (الإنجليزية)